# كلاوديو خوسيه
كلاوديو خوسيه (بالإسبانية: Claudio Elías) (23 سبتمبر 1974 بمونتفيدو في الأوروغواي - ) هو لاعب كرة قدم أوروغواني في مركز الدفاع. شارك مع منتخب الأوروغواي لكرة القدم. أما مع النوادي، فقد لعب مع أمريكا دي كالي ونادي تيانجين تيدا وديبورتيفو مالدونادو وسنترال إسبانيول وWuhan Optics Valley F.C. ‏ ونادي الجامعة الكاثوليكية (الإكوادور) وClube 15 de Novembro ‏ وأتليتيكو بروغريسو ‏ ورينجرز دي تالكا وسنترو أتلتيكو فينكس ‏.

## وصلات خارجية
- كلاوديو خوسيه على موقع قاعدة بيانات كرة القدم.إي يو (الإنجليزية)
- كلاوديو خوسيه على موقع ناشيونال فوتبول تيمز (الإنجليزية)